# Stan și Bran se distrează

Stan și Bran se distrează (în engleză Blotto) este un film de comedie cu Stan și Bran, lansat în 1930. El are o durată de 25 de minute și era format din trei role. Filmul a fost regizat de James Parrott, produs de Hal Roach și distribuit de Metro-Goldwyn-Mayer.

## Rezumat
În perioada prohibiției, Stan și Bran își fac planuri pentru a petrece o noapte sălbatică la Rainbow Club. Telefonând acasă la Stan, Bran îi sugerează un șiretlic prin care Stan să-și convingă soția, care-l ține sub papuc, că a fost chemat la serviciu pentru o afacere importantă. Stan este de acord cu ideea, asigurându-l pe Bran că soția lui este „atât de proastă că nu-și va da seama”.
Doamna Laurel, care asculta la un telefon din altă cameră, este furioasă, dar continuă să asculte conversația și aude că Bran îi spune lui Stan să aducă o sticlă de lichior. Planul lui Stan este să fure sticla pe care soția sa a ascuns-o în casă și să dea vina mai târziu pe omul cu gheața. Doamna Laurel se duce repede în bucătărie, golește sticla de alcool și toarnă în ea un amestec de ceai cu diferite condimente picante. Stan și Bran beau din sticlă și cred că sunt „beți”, distrându-se în clubul de noapte. Ei râd câteva minute pe seama doamnei Laurel. Pe când se aflau acolo, în club sosește doamna Laurel, furioasă și înarmată cu o pușcă cu două țevi; ea le spune că „lichiorul” lor era doar ceai rece, apoi scoate pușca și îi urmărește în stradă, trăgând în taxiul în care se adăpostiseră Stan și Bran.

## Distribuție
- Stan Laurel – Stan
- Oliver Hardy – Ollie (Bran)
- Anita Garvin - doamna Laurel (înlocuită în versiunea spaniolă de Linda Loredo)
- Baldwin Cooke - un chelner
- Dick Gilbert - omul din cabina telefonică
- Charlie Hall - taximetristul
- Frank Holliday - cântărețul de la Rainbow Club
- Tiny Sandford - un chelner
- Jean De Briac - vânzătorul de la magazin
- Vladimir Gueteron - șeful orchestrei
- Jack Hill - un client de la Rainbow Club
- Symona Boniface - doamna care stă pe scaunul ud (numai în versiunea în limba spaniolă)

## Producție
Filmul a supraviețuit doar într-o versiune cenzurată din 1937, care a avut secvențe eliminate (aproximativ o rolă de material a fost tăiată) și o piesă muzicală nouă adăugată. Versiunea originală a filmului avea aproape 40 de minute. 
Deși versiunea originală din 1930 este considerată acum un film pierdut, o versiune în limba spaniolă produsă de MGM, intitulată La Vida Nocturna, a supraviețuit, arătând cum era filmul original.

## Versiuni alternative
Au fost turnate două versiuni alternative ale filmului, cu două actrițe diferite în rolul doamnei Laurel: o versiune în limba spaniolă intitulată La Vida Nocturna, de aproximativ 37 de minute, cu Linda Loredo în rolul doamnei Laurel, și o versiune franceză intitulată Une Nuit extravagante, cu Georgette Rhodes.